# Raggiparadiesvogel
Der Raggiparadiesvogel (Paradisaea raggiana), auch Raggi-Paradiesvogel oder Raggis Großer Paradiesvogel genannt, ist eine Vogelart aus der Gattung der Eigentlichen Paradiesvögel (Paradisaea) innerhalb der Familie der Paradiesvögel (Paradisaeidae). Die Art kommt im Süden und Osten von Papua-Neuguinea vor.
Die Art wird von der IUCN als ungefährdet (least concern) eingestuft. Es werden mehrere Unterarten unterschieden.
Der Namensgebung erfolgte auf Wunsch des Forschers und Sammlers der Belegbälge d’Albertis nach dem mit ihm befreundeten Marchese Francesco Raggi von Genua (aus dem inzwischen ausgestorbenen Geschlecht der Raggi), "eines großen Liebhabers der Naturgeschichte, und besonders der Ornithologie".

## Merkmale

### Körperbau und -maße
Der Raggiparadiesvogel erreicht ohne das drahtartig verlängerte mittlere Steuerfederpaar eine Körperlänge von bis 34 Zentimeter, davon fallen beim Männchen 12,5 bis 15,4 Zentimeter auf das normale Schwanzgefieder. Das mittlere Steuerfederpaar, das nur das Männchen in dieser Form aufweist, hat eine Länge von 41 bis 52,7 Zentimeter. Bei den Weibchen, die mit einer Körperlänge von bis zu 33 Zentimeter geringfügig kleiner als die Männchen bleiben, ist das normal ausgebildete mittlere Steuerfederpaar mit einer Länge von 10,6 bis 12,8 Zentimeter sogar geringfügig kürzer als das übrige Schwanzgefieder, das eine Länge von 11 bis 13,2 Zentimeter erreicht.
Die Form des Schnabels ist typisch für einen Allesfresser: Er ist lang und kräftig, er kann beim Männchen 3,5 bis 4,1 Zentimeter lang werden. Bei den Weibchen misst er 3,4 bis 4 Zentimeter. Bei beiden Geschlechtern hat der Schnabel eine kalkig graublaue Färbung. Männchen wiegen zwischen 240 und 295 Gramm. Die Weibchen sind mit 135 bis 210 Gramm deutlich leicht als die Männchen.

### Männchen

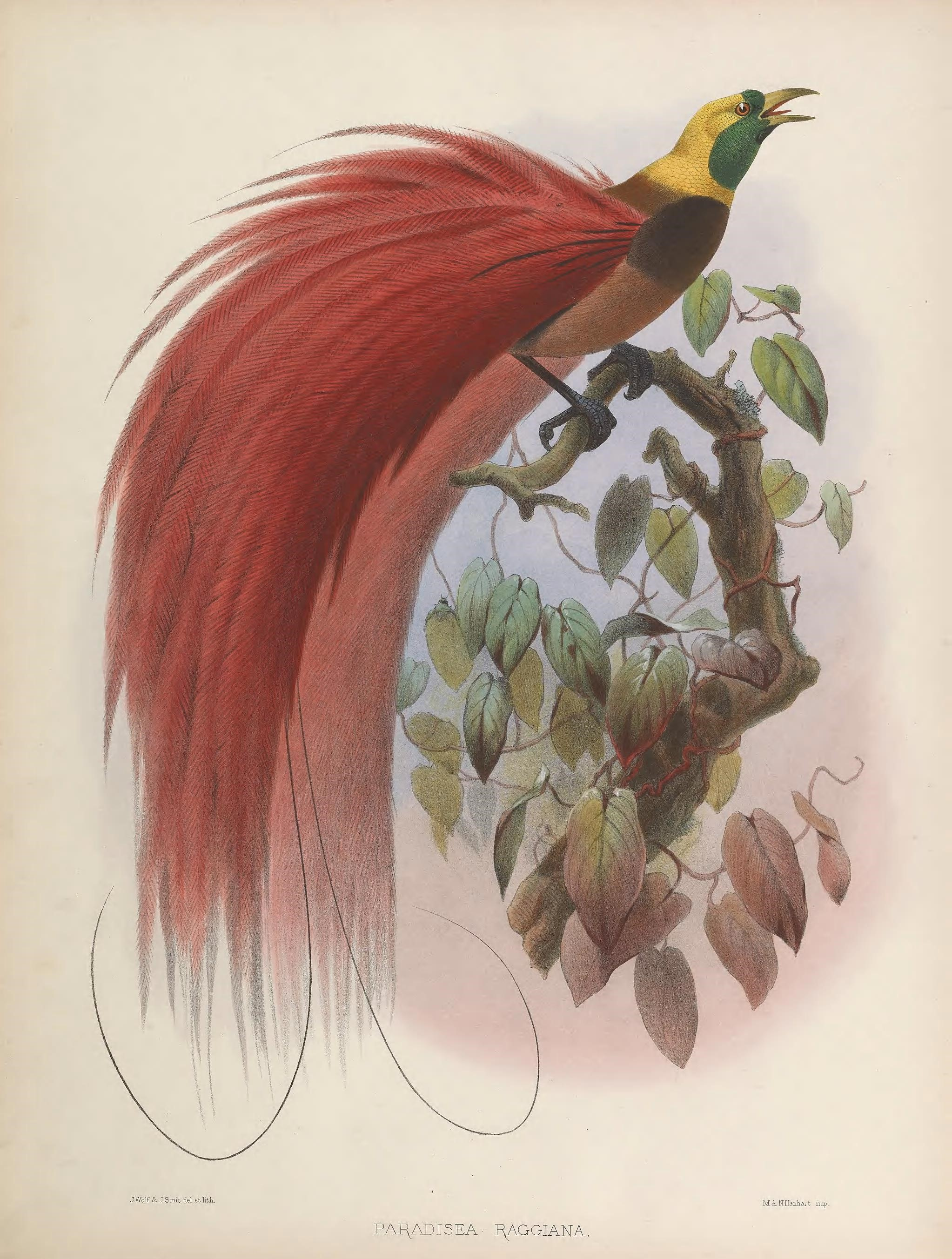
Darstellung eines männlichen Paradiesvogels

Zügel, Vorderkopf, Ohrdecken, Bartstreif, Kinn und Kehle sind samtschwarz und haben bei entsprechendem Lichteinfall einen intensiven smaragdgrünen Schimmer. Von den Männchen des Kleinen und Großparadiesvogels unterscheidet sich das Männchen des Ragge-Paradiesvogels durch ein schmales gelbes Band, dass die smaragdgrün schimmernde Kehle von der Vorderbrust trennt. Dieses Band dehnt sich bis zum Mantel aus und hat dort eine dunkelgelbe Farbe. Der übrige Kopf ist blass orangegelb und kann bei bestimmten Lichtverhältnissen silberne Schlaglichter bilden, die sich auch auf dem Nackengefieder und dem Mantel wiederfinden. Der Nacken und der Mantel sind ansonsten rotbraun, der Rücken und die Flügel dagegen sind sepiafarben. Auf den kleinen Flügeldecken verläuft ein schmales, orangegelbes Band. Der Bürzel und die Oberschwanzdecken haben einen etwas intensiveren rotbräunlichen Ton. Das stark verlängerte mittlere Steuerfederpaar hat nur im basalen Teil Außenfahnen, die von smaragdgrüner Farbe sind. Sie gehen dann in schwarzbraune drahtartige Federschäfte über.
Die Brust ist schwarzbraun und an den Seiten von leicht verlängerten Federn eingefasst, die bronzeartig glänzen können. Der Bauch ist dunkelbraun, die Schenkel, der Bürzel und die Unterschwanzdecken sind dagegen weinrötlich. Die Unterschwanzdecken sind stark verlängert und erreichen etwa die Hälfte der Schwanzende. Die Flankenfedern sind stark verlängert. Sie sind rötlich bis orangerötlich mit weißlichen Spitzen. Die Iris ist gelb, die Beine und Füße sind graubraun. Das Schnabelinnere ist matt fleischfarben.

### Weibchen
Beim Weibchen sind Vordergesicht, Ohrdecken, Kinn und Kehle von einem warmen sepiafarbenen Ton. Der Scheitel, der hintere Hals und die Halsseiten sowie ein schmales Band am Vorderhals sind dunkelgelb. Die Körperunterseite ist hell weinrötlich und hellt in der Bauchmitte auf. Die Körperoberseite ist wie beim Männchen rotbraun.

### Subadulte Männchen
Die jungen Männchen tragen zunächst ein Gefieder, das dem der Weibchen gleicht. Sie beginnen dann zunächst am Kopf einige Federn zu haben, die dem Gefieder der adulten Männchen gleicht. Bei in Gefangenschaft gehaltenen Männchen, die in der Regel besser ernährt sind als frei lebende Vögel, beginnt dieser Wechsel frühestens in einem Lebensalter von vier Jahren und acht Monaten. Es vergehen in der Regel dann ein bis zwei Jahre, bis sie das vollständige Gefieder der Männchen tragen.

## Stimme
Die Männchen haben vier charakteristische Rufe. Halten sie sich nicht in der Nähe der traditionellen Balzplätze auf oder sind keine anderen Männchen an den traditionellen Balzplätzen, dann lassen sie ein weithin vernehmbares wau wau wau Wau Wau WAU WAAUU WAAUU WAAAUUU. Diese in Intensität und gelegentlich auch in der Tonhöhe zunehmenden Rufe sind weithin vernehmbar. Gelegentlich lassen sie auch eine schnellere Ruffolge hören, die etwas rauer ist und die mit wok wok wok wak wach waagh waagh umschrieben wird.
Sind am Balzplatz auch andere Männchen anwesend, lassen sie über etwa 20 Sekunden 25 bis 50 schnelle Töne vernehmen, die sehr hoch in der Tonlage sind. Bei Untersuchungen dienen diese Rufe den Beobachtern als Indiz, wo sich einer der gemeinsamen Balzplätze der Raggi-Paradiesvögel befindet. Es ist auch der Ruf, auf den hin sich weitere Männchen und Weibchen am Balzplatz einfinden. Einzelne Laute sind zu vernehmen, wenn keine Männchen balzen oder es am Balzplatz wenig Aktivitäten gibt. Sie geben dann trompetende oder knurrende Laute von sich.

## Verbreitung und Unterarten

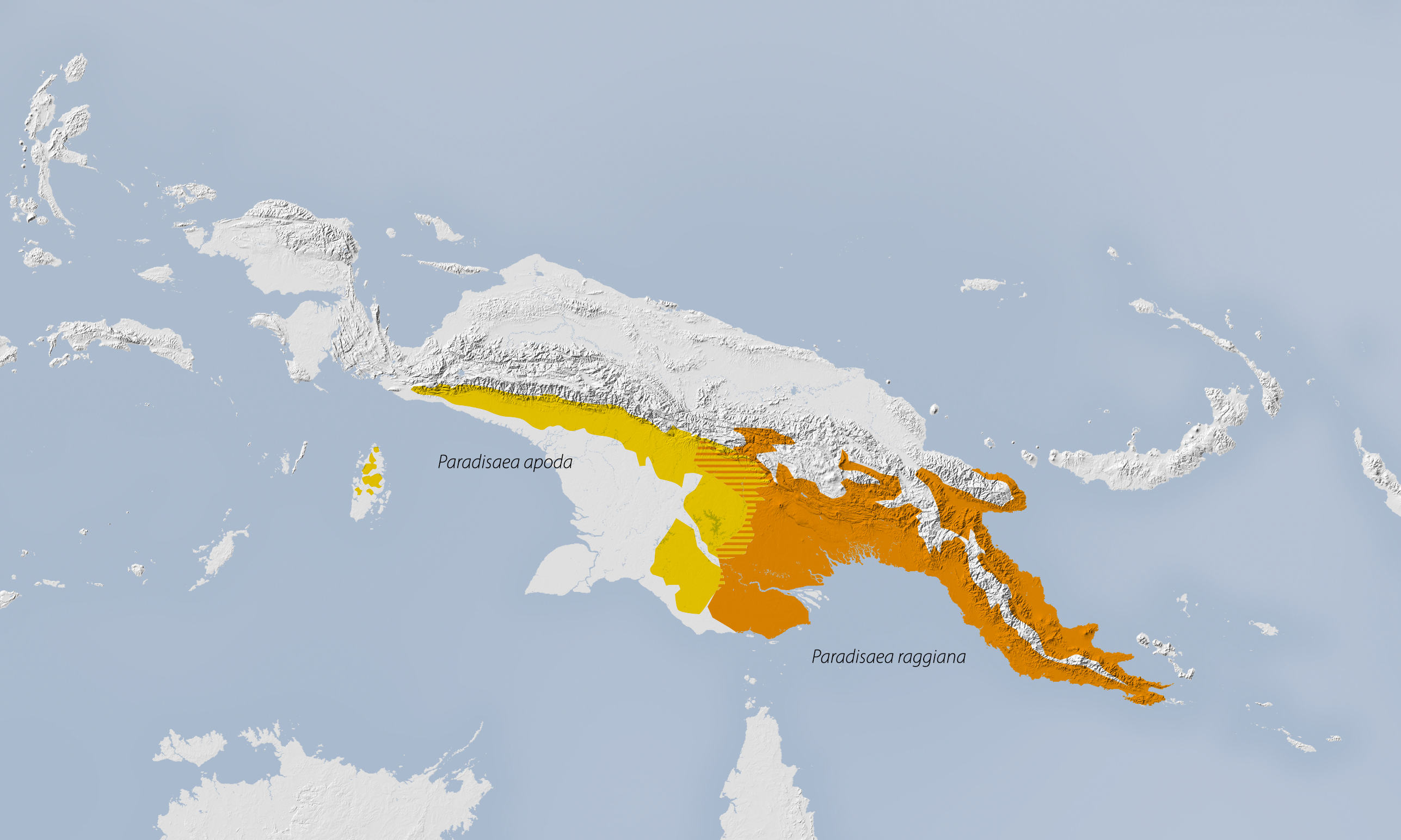
Brutverbreitung des Großparadiesvogels (gelb) und des Raggiparadiesvogels (orange). In der Zone des gemeinsamen Vorkommens (schraffiert) kommen sowohl Hybriden als auch gemeinsame Balzplätze (Leks) vor.

Der Raggiparadiesvogel kommt ausschließlich im Süden und Nordosten von Papua-Neuguinea vor. Die westliche Verbreitungsgrenze stellt Wasserscheide von Fly und Strickland River dar sowie der äußerste östliche Rand der Ökoregion Trans-Fly. Im Norden reicht das Verbreitungsgebiet bis zum oberen Lauf des Ramu. In der Madang-Provinz kommt er auch in den Küstenregionen vor.
Es werden insgesamt vier Unterarten unterschieden.
- Paradisaea raggiana raggiana Sclater, PL, 1873[5]  ist die einzige Unterart, die im Süden der Insel vorkommt. Ihr Verbreitungsgebiet erstreckt sich bis in den indonesischen Teil der Insel, auch in den Hochflächen des Zentrums kann man sie antreffen. Im Aussehen unterscheidet sie sich von den anderen Unterarten durch braune Schultern bei beiden Geschlechtern und bräunlich-grauen Spitzen an den Schmuckfedern.
- Paradisaea raggiana augustaevictoriae Cabanis, 1888[6] stammt aus dem Nordosten. Die aprikosenfarbenen Seitenfedern des männlichen Exemplars enden in gelben Spitzen, das Brustband fehlt bei beiden Geschlechtern.
- Paradisaea raggiana granti North, 1906[7] ist im Osten der Insel verbreitet. Auch bei ihm unterscheidet sich die Farbgebung – die gelbe Färbung geht bis zu den Schultern.
- Paradisaea raggiana intermedia De Vis, 1894[8] hat sowohl das gleiche Verbreitungsgebiet, als auch die gleiche Farbvariante, nur handelt es sich bei dieser Unterart nur um die Färbung des männlichen Exemplars.

## Lebensraum
Die Höhenverbreitung reicht von den Tiefebenen der Küstenregionen bis etwa 1500 Höhenmeter. Das Verbreitungsgebiet überlappt sich im Süden mit dem des Großen Paradiesvogels und im Norden mit dem des Kleinen Paradiesvogels.
Der Lebensraum des Raggiparadiesvogels sind Wälder der Tiefebenen und Vorgebirge sowie niedrige Bergwälder. Er kommt auch in Sekundärwald und an Waldrändern vor und ist auch in Waldresten in ansonsten entwaldeten Regionen anzutreffen. In der Region des Varirata Nationalparks, Papua-Neuguinea, kommen Raggi-Paradiesvögel in allen bewaldeten Gebieten vor, Männchen im adulten Gefieder halten sich jedoch überwiegend im Waldesinneren auf.

## Lebensweise
Raggi-Paradiesvögel halten sich überwiegend im oberen Baumkronenbereich auf. Trupps von ihnen werden gelegentlich dabei beobachtet, wie sie durch die Baumwipfel fliegen und dabei offensichtlich vergleichsweise festen Routen folgen. In der Nähe von Port Moresby sind sie häufig mit Pitohui und Pomatostomus-Arten vergesellschaftet. In anderen Regionen wurden sie aber auch gemeinsam mit Schall-Manucoden, Blaunacken-Paradiesvögeln und Sichelschwanz-Paradiesvögeln beobachtet.
Ragge-Paradiesvögel leben überwiegend von Früchten. Die Nahrung wird ergänzt durch Gliederfüßer, die sie von Rinden, Ästen und Blättern im oberen Baumkronenbereich abpicken.

## Fortpflanzung
Raggi-Paradiesvögel sind polygyn, das heißt, dass ein Männchen sich nach Möglichkeit mit mehreren Weibchen paart. Die Weibchen ziehen jeweils den Nachwuchs alleine groß.

### Balzplatz und Balz

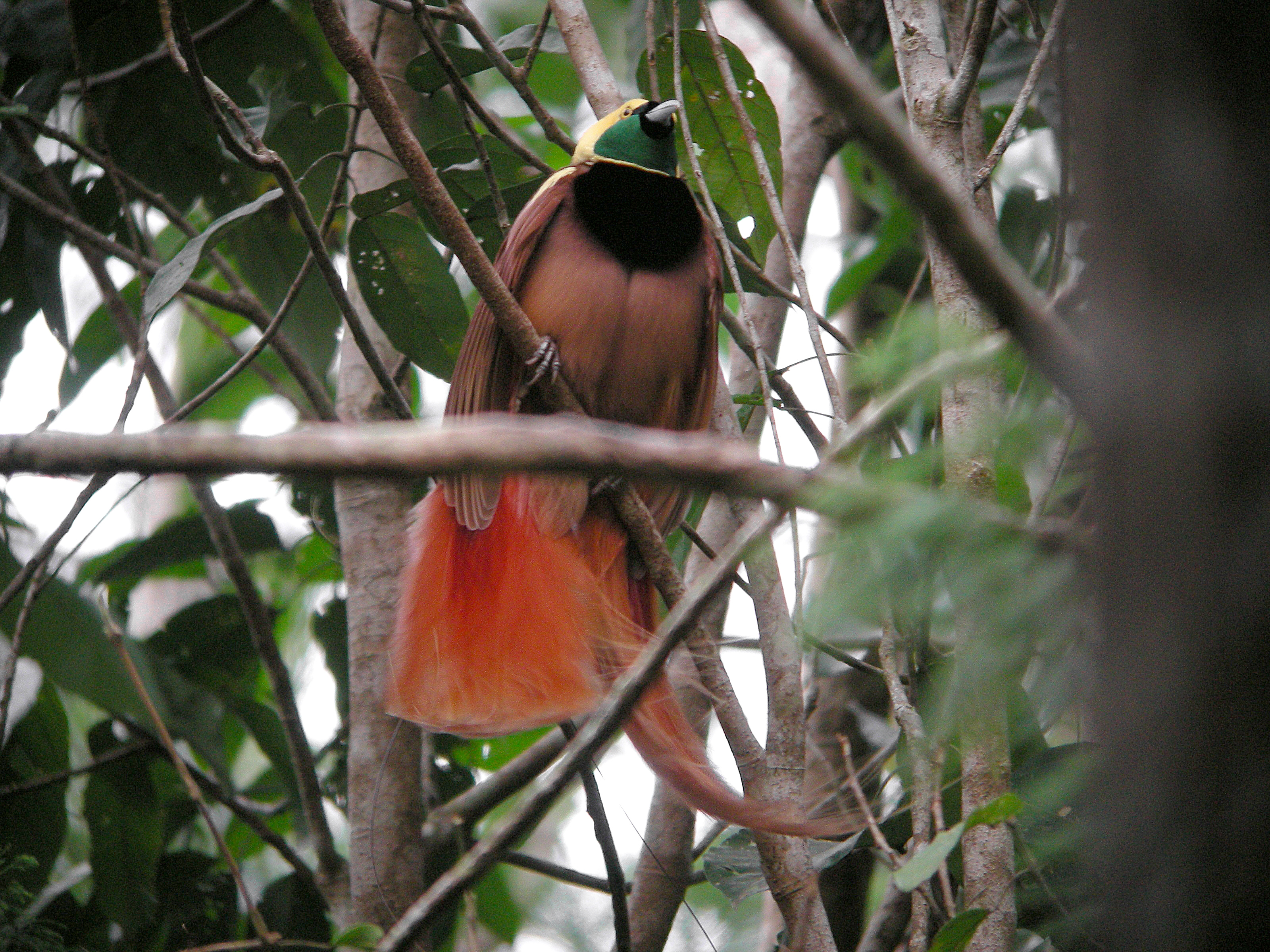
Raggiparadiesvogel, Neuguinea

Die Männchen balzen an einem Lek, einem gemeinsamen Balzplatz, an dem sich mehrere Männchen einfinden. Die Rufe, die die Männchen vor und während der Balz von sich geben, sind noch aus einem Kilometer Entfernung vernehmbar. Die Leks bestehen über mehrere Jahre. Im Varirata Nationalpark wird ein Lek seit mehr als 20 Jahren zur Balz genutzt. Neben diesen langjährigen Leks gibt es aber auch solche, an denen sich Männchen nur über kurze Zeit einfinden. Sie befinden sich in der Nähe von reichen Nahrungsgründen und haben gewöhnlich nur über einen Zeitraum von 14 Tagen Bestand. Während der Balz sitzen die Männchen auf nahezu horizontal verlaufenden Ästen.
Die Balz beginnt damit, dass die verstreut in der Nähe des Leks befindlichen Männchen gleichzeitig ihre individuellen Balzplätze aufsuchen, unter lauten Rufen ihre verlängerten Flankenfedern sträuben und mit den halbgeöffneten Flügeln schlagen (Convergence Display). Im zweiten Teil der Balz (Static Display) nehmen die Männchen eine starre Pose ein, bei der nur die Flügel immer wieder angehoben und der Kopf abgesenkt wird. Die Flankenfedern treten dabei besonders in Erscheinung und die Weibchen können die einzelnen Kandidaten „inspizieren“. Gelegentlich geben sie durch schnelles Schließen des Schnabels auch Klicklaute von sich oder reiben die Schnäbel an Ästen. Hier kann die Balz enden oder es folgt die Phase der Kopulation (Copulation Display). Mit sich steigernden, vor- und zurückhüpfenden Bewegungen entlang des Astes nähert sich das Männchen dem Weibchen und äußert klickende Laute. Es umschirmt das Weibchen mit den Flügeln, um es schließlich zu bespringen und zu kopulieren.

### Nest und Aufzucht der Nestlinge
Das Weibchen baut das Nest in Astgabeln. Es hat einen äußeren Durchmesser von etwa 15 Zentimetern. Zum Bau werden feine Orchideenstängel, abgestorbene Blätter und kleine Wurzeln von Farnen sowie Schlingpflanzenteile verarbeitet. Das Gelege besteht aus einem oder zwei Eiern. Bei in Gefangenschaft gehaltenen Weibchen wurden die Eier an aufeinanderfolgenden Tagen gelegt. Die Brutzeit beträgt 18 bis 20 Tage. Die Weibchen füttern die Nestlinge überwiegend mit animalischer Kost, die sie am Nestrand hochwürgen.
Die Nestlinge sind in einem Alter von etwa 18 Tagen von befiedert. Mit etwa 20 Lebenstagen verlassen sie das Nest und können auch schon fliegen. Sie haben dann etwa zwei Drittel der Körpergröße des weiblichen Elternvogels erreicht. Sie werden von dem Weibchen noch etwa sechs bis acht Wochen gefüttert. Jungvögel betteln das Weibchen um Futter an, indem sie leicht mit den Flügeln flattern. Sie geben aber keine Laute von sich, während das Weibchen glucksende Laute hören lässt. Im Alter von etwa vier Monaten entsprechen sie in Größe und Gefiederfärbung weitgehend dem weiblichen Elternvogel. Sie haben dann noch dunkle Augen und es dauert wenigstens drei Jahre, bis sie eine vollständig gelbe Iris haben.

## Lebenserwartung
Den Altersrekord für ein frei lebendes Männchen hält ein am Mount Missim am 1. September 1980 beringter Vogel. Er trug zu diesem Zeitpunkt noch das für subadulte Männchen typische weibchenähnliche Gefieder. Er wurde im Juli 1997 wieder gefangen und trug zu diesem Zeitpunkt das adulte Gefieder der Männchen. Er war zu diesem Zeitpunkt mindestens 16 Jahre und 10 Monate alt.
Ein von handaufgezogener männlicher Raggiparadiesvogel lebte im Baiyer River Sanctuary 25 Jahre lang. Von einem anderen, mindestens 33 Jahre alten Männchen wird berichtet, dass er sich noch in diesem Alter erfolgreich paarte.

## Hybride mit anderen Paradiesvögeln
Die Neigung von Paradiesvögeln, sich mit anderen Arten ihrer Familie zu kreuzen, ist bereits zu Beginn des 20. Jahrhunderts von Anton Reichenow und damit fast früher als für jede andere Vogelfamilie beschrieben worden.
Hybriden sind vor allem mit dem Großparadiesvogel häufig: Die Männchen dieser Art paaren sich mit Weibchen des Raggiparadiesvogels. An vielen Leks finden sich zahlreiche hybride Männchen, was jedoch nicht bedeutet, dass aus solchen Kreuzungen nur Männchen hervorgehen: Die meisten Hybriden, die entdeckt werden, sind Männchen, weil bei ihnen abweichende Gefiedermerkmale stärker als bei den unscheinbarer gefärbten Weibchen auffallen. Entlang des oberen Lauf des Ramu gibt einen 35 Kilometer breiten Korridor, in dem sich das Verbreitungsgebiet von Raggiparadiesvogel und Kleinem Paradiesvogel überlappen. In diesem Gebiet sind eine Reihe von Hybriden zwischen den beiden Arten beobachtet worden. Möglicherweise überlappt sich auch an der Westküste der Huon-Halbinsel das Verbreitungsgebiet der beiden Arten, so dass sie auch dort Hybriden finden. Auch bei dieser Art sind es die Männchen, die sich mit den Weibchen des Raggiparadiesvogels paaren. Raggi-Paradiesvögel kreuzen sich außerdem mit dem Kaiser-Paradiesvogel. Es gibt außerdem ein Typusexemplar, das ursprünglich als Paradisaea bloodi beschrieben wurde und das mittlerweile als Kreuzung zwischen dem Raggiparadiesvogel und dem Blauparadiesvogel gilt.

## Raggi-Paradiesvögel und Mensch

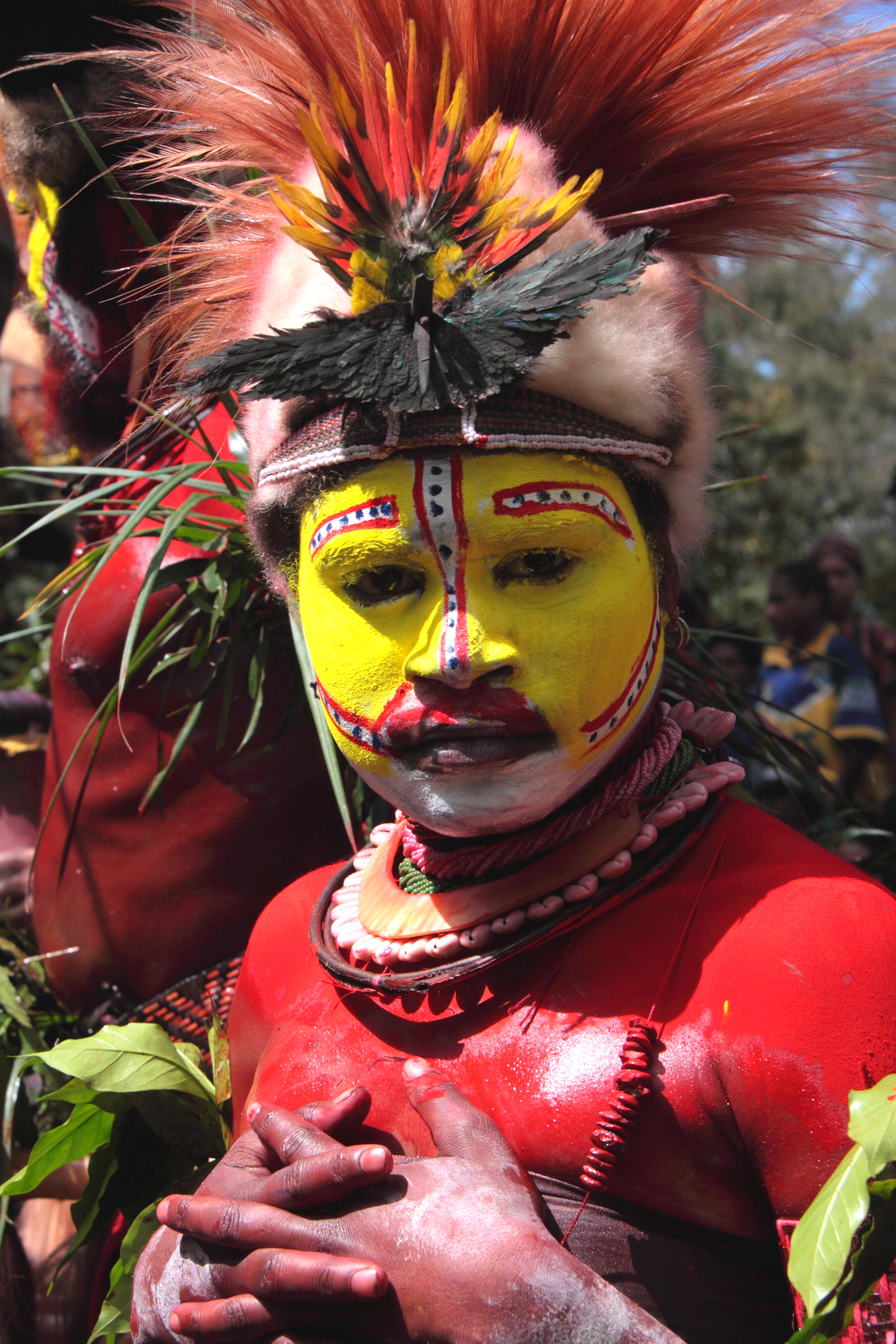
Huli aus der südlichen Hochland-Provinz von Papua-Neuguinea. Der Kopfschmuck besteht unter anderem aus dem blau schimmernden Brustgefieder des Prachtparadiesvogels sowie den roten Flankenfedern des Raggiparadiesvogels

### Jagd
Die Federn einer Reihe von Paradiesvögeln werden von den indigenen Ethnien Neuguineas zu traditionellem Kopf- und Körperschmuck verarbeitet. Dies gilt auch für den Raggiparadiesvogel. Huli aus dem Dorf Hake bei Tarif verarbeiten die Federn der Flanken unter anderem zu Kopfschmuck, den gewöhnlich nur die Männer tragen. Verarbeitet werden dabei auch andere Federn von Paradiesvögeln. Ein Balg oder auch einzelne Schmuckfedern von Paradiesvögeln stellen ein Wertobjekt dar und dienen als Handels- und Tauschobjekt ebenso wie zur Bezahlung des Brautpreises.

### Haltung in Menschenobhut
Raggi-Paradiesvögel werden seit langem gehalten und erfolgreich nachgezüchtet. Solche Haltungserfolge sind unter anderem in Papua-Neuguinea, Indien, dem Taronga Zoo in Sydney, in Volieren in Hong Kong sowie im San Diego Zoo gelungen. Im Baiyer River Sanctuary gelang die Nachzucht 1979, 1980, 1091 und 1983 mit dem gleichen Zuchtpaar.

## Einzelbelege
1. ↑  Handbook of the Birds of the World zum Raggi-Paradieshopf (Seite nicht mehr abrufbar, festgestellt im Mai 2019. Suche in Webarchiven)  Info: Der Link wurde automatisch als defekt markiert. Bitte prüfe den Link gemäß Anleitung und entferne dann diesen Hinweis., aufgerufen am 6. August 2017
2. 1 2 3   Frith & Beehler: The Birds of Paradise - Paradisaeidae. S. 458.
3. 1 2   Frith & Beehler: The Birds of Paradise - Paradisaeidae. S. 457.
4. 1 2   Frith & Beehler: The Birds of Paradise - Paradisaeidae. S. 461.
5. ↑  Philip Lutley Sclater, S. 559.
6. ↑  Jean Louis Cabanis, S. 119.
7. ↑  Alfred John North, S. 156.
8. ↑  Charles Walter De Vis, S. 105.
9. ↑   Frith & Beehler: The Birds of Paradise - Paradisaeidae. S. 459.
10. 1 2   Frith & Beehler: The Birds of Paradise - Paradisaeidae. S. 460.
11. ↑   Frith & Beehler: The Birds of Paradise - Paradisaeidae. S. 462.
12. 1 2   Frith & Beehler: The Birds of Paradise - Paradisaeidae. S. 463.
13. 1 2   Frith & Beehler: The Birds of Paradise - Paradisaeidae. S. 466.
14. ↑   Frith & Beehler: The Birds of Paradise - Paradisaeidae. S. 468.
15. 1 2 3 4   Frith & Beehler: The Birds of Paradise - Paradisaeidae. S. 469.
16. ↑   McCarthy: Handbook of Avian Hybrids of the World. S. 228.
17. ↑   McCarthy: Handbook of Avian Hybrids of the World. S. 230.
18. ↑   McCarthy: Handbook of Avian Hybrids of the World. S. 231.
19. ↑   Apel et al.: Natur- und Kulturgeschichte der Paradiesvögel. S. 59.